# In the Box

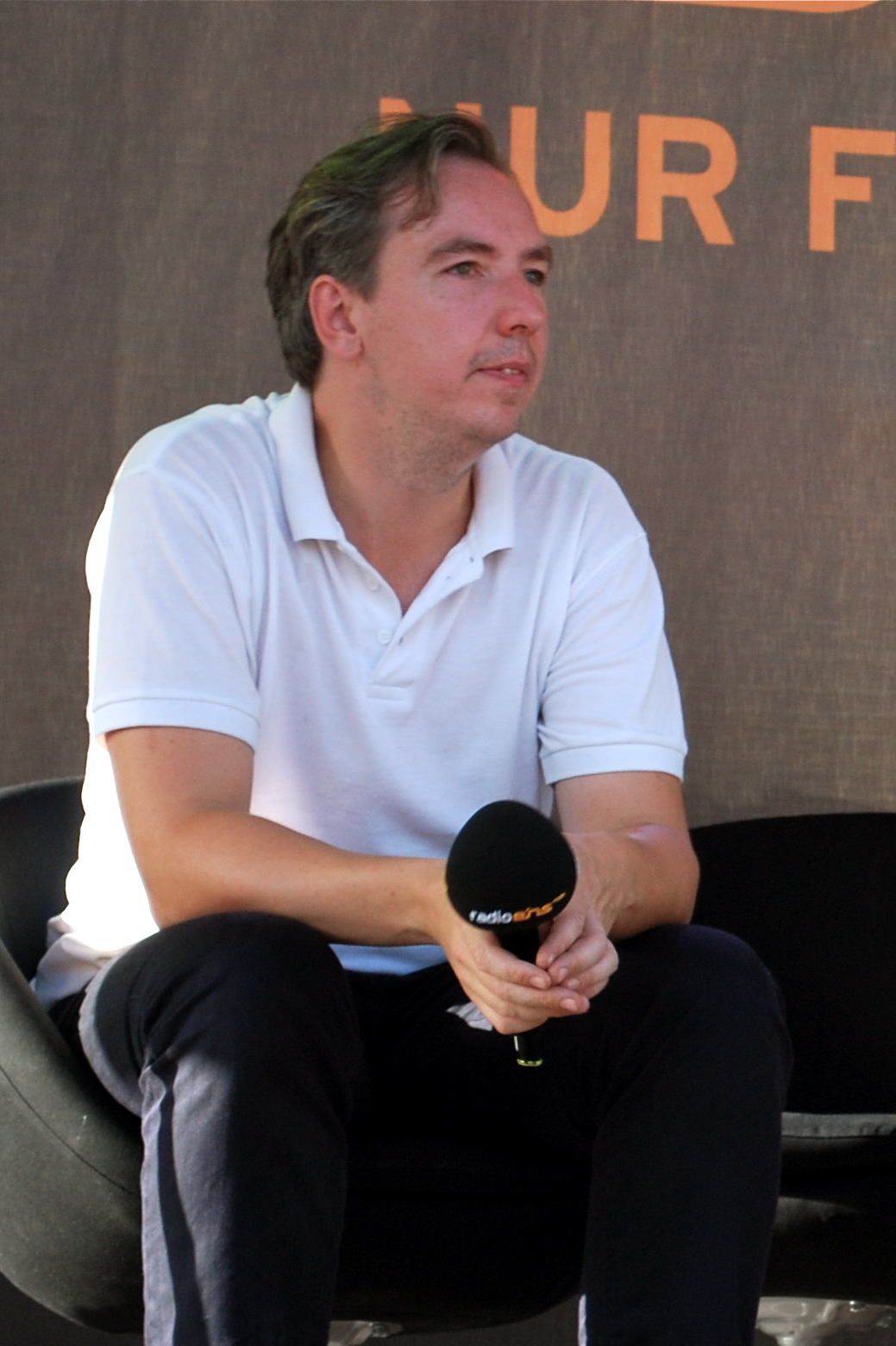
Olli Schulz (2012)

In the Box (englisch für In der Kiste; 2013 bis 2015 als Schulz in the Box) war eine deutsche Unterhaltungsfernsehsendung, in der in den ersten beiden Staffeln Musiker Olli Schulz in einer Holzkiste an verschiedene Orte gebracht wurde. Scheinbar ohne Vorbereitung musste er sich dort in einer neuen Situation zurechtfinden. Die Sendung wurde auf dem deutschen Fernsehsender ProSieben ausgestrahlt und auf dem Pay-TV-Sender ProSieben Fun wiederholt. Nach dem Ausstieg von Schulz wurde die Sendung 2016 als In the Box mit wechselnden Prominenten fortgeführt.

## Konzept
Zu Anfang jeder Folge wird Olli Schulz in einer Holzkiste an einen anderen Ort innerhalb oder außerhalb Deutschlands gebracht, etwa zu einer Pornofilm-Produktion von Fuck for Forest, zu einem „Host-Boy“-Service oder in die Justizvollzugsanstalt Hannover.
Dort wird er von einer Bezugsperson zu Menschen begleitet, mit denen er einen oder mehrere Tage verbringt.
Olli Schulz sagte zur Ankündigung der Sendung:

„Schulz in the Box ist mehr als eine Sendung. Es ist eine Erfahrung. Sie gibt dem Zuschauer die Möglichkeit, den eingeschlagenen Lebensweg noch einmal zu überprüfen. Auch für mich wird es ein Abenteuer und ich freue mich, meinem Leben eine neue Farbschattierung zu geben.“

Das Konzept wurde unter dem Titel Host in The Box an den Privatsender Cuatro des Medienkonzerns PRISA in Spanien verkauft und dort von verschiedenen Personen moderiert. In Italien moderierte Teo Teocoli die Sendung Teo in the Box. Auch in Ungarn lief es unter dem Titel Hajós a dobozban auf Super TV2.

## Ausstrahlung
Die Premierenfolge mit Umweltaktivisten von „Fuck for Forest“ lief am 26. August 2013 um 22:15 Uhr auf ProSieben. Diese erste Folge erzielte einen für den Sender überdurchschnittlichen Marktanteil von 12,7 Prozent in der werberelevanten Zielgruppe der 14- bis 49-jährigen Zuschauer, so dass weitere Ausgaben produziert wurden.
Die erste Staffel mit drei Folgen wurde ab dem 3. Februar 2014 in der Winterpause der Sendung Circus HalliGalli ausgestrahlt. In diesen Folgen reiste Schulz nach Tokio, Moskau und Hannover. Nach den überwiegend guten Quoten der ersten Staffel gab ProSieben bekannt, dass die Sendung fortgesetzt wird.
Die erste Folge der zweiten Staffel wurde am 1. September 2014 ausgestrahlt, weitere Folgen wurden zunächst nicht gesendet. Eine Ausstrahlung der restlichen Folgen folgte im Februar 2015.
Danach wurden keine weiteren Folgen mit Olli Schulz mehr produziert. Schulz kündigte an, sich in Zukunft wieder verstärkt auf seine Musikkarriere konzentrieren zu wollen.

## Episoden und Einschaltquoten
Die Ausstrahlung erfolgte montags um 22:15 Uhr auf ProSieben.

### Schulz in the Box
| Folge | Titel                       | Erstausstrahlung | Ort        | Situation                                 | Zuschauer | Zuschauer       | Marktanteil | Marktanteil     | Quelle |
| Folge | Titel                       | Erstausstrahlung | Ort        | Situation                                 | Gesamt    | 14 bis 49 Jahre | Gesamt      | 14 bis 49 Jahre | Quelle |
| ----- | --------------------------- | ---------------- | ---------- | ----------------------------------------- | --------- | --------------- | ----------- | --------------- | ------ |
| 1     | Fuck for Forest             | 26. Aug. 2013    | Berlin     | Aktivist bei Fuck for Forest              | 1,27 Mio. | 1,13 Mio.       | 5,9 %       | 12,7 %          | [ 10 ] |
| 2     | Host-Boy in Tokio           | 3. Feb. 2014     | Tokio      | Ausbildung zum Host Boy                   | 1,26 Mio. | 1,15 Mio.       | 5,3 %       | 12,5 %          | [ 10 ] |
| 3     | Oligarch in Moskau          | 10. Feb. 2014    | Moskau     | Treffen mit Millionärssohn Emin Ağalarov  | 1,03 Mio. | —               | 4,6 %       | 10,3 %          | [ 11 ] |
| 4     | Olli im Knast               | 17. Feb. 2014    | Hannover   | Häftling in der JVA Hannover              | 1,18 Mio. | 1,02 Mio.       | 5,3 %       | 12,4 %          | [ 12 ] |
| 5     | Olli zu Gast bei Haftbefehl | 1. Sep. 2014     | Offenbach  | Treffen mit Rapper Haftbefehl             | 0,81 Mio. | 0,73 Mio.       | 3,9 %       | 8,9 %           | [ 13 ] |
| 6     | Olli beim Après-Ski         | 9. Feb. 2015     | Schladming | Après-Ski mit Antonia aus Tirol           | 0,96 Mio. | 0,83 Mio.       | 4,1 %       | 10,9 %          | [ 14 ] |
| 7     | Clowns ohne Grenzen         | 16. Feb. 2015    | Kathmandu  | Aktivist bei Clowns ohne Grenzen in Nepal | 0,93 Mio. | 0,78 Mio.       | 3,8 %       | 8,8 %           | [ 15 ] |

### Fortsetzung als In the Box
Nach dem Rückzug von Olli Schulz wurde die Sendung im Februar 2016 als In the Box mit wechselnden Prominenten für vier Folgen fortgeführt.
| Folge | Titel                 | Erstausstrahlung | Star            | Situation      | Zuschauer | Zuschauer       | Marktanteil | Marktanteil     |
| Folge | Titel                 | Erstausstrahlung | Star            | Situation      | Gesamt    | 14 bis 49 Jahre | Gesamt      | 14 bis 49 Jahre |
| ----- | --------------------- | ---------------- | --------------- | -------------- | --------- | --------------- | ----------- | --------------- |
| 1     | Smudo in the Box      | 8. Feb. 2016     | Smudo           | Hochseefischer | 0,68 Mio. | 0,60 Mio.       | 4,1 %       | 9,4 %           |
| 2     | Sido in the Box       | 15. Feb. 2016    | Sido            | Bestatter      | 0,67 Mio. | 0,54 Mio.       | 4,5 %       | 8,9 %           |
| 3     | Palina in the Box     | 22. Feb. 2016    | Palina Rojinski | Bundeswehr     | 0,80 Mio. | 0,71 Mio.       | 5,9 %       | 12,8 %          |
| 4     | Michi Beck in the Box | 29. Feb. 2016    | Michi Beck      | Kloster        |           | 0,44 Mio.       | 5,1 %       | 8,7 %           |

## Rezeption
Die zweite und dritte Folge wurden in sozialen Medien vom Publikum eher zurückhaltend aufgenommen, die vierte Folge in der JVA Hannover erhielt wieder positive Publikumsreaktionen im Internet. Die ersten vier Folgen erzielten mehrheitlich gute Einschaltquoten.
Auch in anderen Medien wurde das Format gemischt bewertet.

„Wer den Klamauk anritzt, findet darunter nicht selten eigene Frustationsmomente. Eine Prise von diesem heiteren Unwohlsein, das man aus TV-Serien wie Larry Davids Curb your Enthusiasm kennt, wenn man einer Figur dabei zusieht, wie sie sich selbst kompromisslos unmöglich macht.“

„So sehenswert, dass ein durchaus mit Schwächen gestartetes Format wie „Schulz in the Box“ einen genaueren zweiten Blick verdient. […] selten war ein solch ungewohnter Fremdkörper im Programm-LineUp so willkommen wie „Schulz in the Box“.“

Die Sendung wurde 2014 in der Kategorie Bestes Dokutainment für den Deutschen Fernsehpreis nominiert. 2015 gewann Olli Schulz für die Sendung den Quotenmeter-Fernsehpreis in der Kategorie Bester Moderator, die Episode Olli im Knast gewann den Preis 2014 in der Kategorie Beste Reportagereihe. Die Folge in Kathmandu wurde 2016 für den Grimme-Preis in der Kategorie Unterhaltung/Spezial nominiert.

## Veröffentlichungen
- Schulz in the Box – Die komplette Staffel mit Olli Schulz, DVD, Sony Music Entertainment, 2015.